# Escudo de Nauru
El  escudo de Nauru fue adoptado a raíz de la independencia de este estado insular oceánico, en 1968.
Es un escudo cortado y partido: en el primero, el símbolo alquímico del fósforo -el principal recurso económico de la isla- de plata, sobre un campo de oro en forma de tejido; en el segundo, de plata, un pie de cuatro ondas de azur y resaltando sobre el todo un ave fragata al natural colocado sobre una percha de gules; en el tercero, de azur, una rama de calophyllum con hojas de sínople y flores de plata.
Es timbrado por una estrella con doce puntas de plata, que aparece también en la bandera nacional sobre la cual hay una cinta de plata con el nombre de la isla en nauruano escrita en letras mayúsculas de sable: “Naoero” (en español: Nauru).
El escudo está rodeado por dos hojas de palma y sendos pertrechos ceremoniales de jefes tribales. Estos pertrechos están compuestos por cuerdas hechas de hojas de palmera, plumas de ave fragata y dientes de tiburón.
En la parte inferior del escudo, escrito en una cinta, puede leerse el lema nacional: “God's Will First” (“En Primer lugar, la Voluntad de Dios”).
El ave fragata y la rama de Calophyllum simbolizan la fauna y la flora existentes en la Isla de Nauru. La cuadrícula sobre fondo dorado representa un tejido y es una alusión a la población de la isla. El símbolo del fósforo representa la minería de fosfatos existente en Nauru.